# Miguel Bayot
Miguel Bayot (10 de julho de 1644 - 28 de agosto de 1700) foi um prelado católico romano que serviu como bispo de Cebu (1697–1700).

## Biografia
Miguel Bayot nasceu em Belmonte, Espanha, e foi ordenado na Ordem Franciscana. A 13 de maio de 1697, o papa Alexandre VIII nomeou-o bispo de Cebu. A 21 de setembro de 1699 foi consagrado bispo por Diego Camacho y Ávila, arcebispo de Manila coadjuvado pelo padre Domingo de Valencia. Serviu como Bispo de Cebu até à sua morte no dia 28 de agosto de 1700.